# 778 Theobalda
778 Theobalda eller 1914 UA är en asteroid i huvudbältet, som upptäcktes 25 januari 1914 av den tyske astronomen Franz H. Kaiser i Heidelberg. Den är uppkallade efter upptäckarens far Theobald Kaiser.
Asteroiden har en diameter på ungefär 55 kilometer och den tillhör asteroidgruppen Theobalda.